# Histeria (canción)
«Histeria» es el sexto y último sencillo del álbum debut de la cantante y actriz argentina Lali Espósito, titulado A bailar (2014). Fue lanzado como sencillo el 11 de septiembre de 2015. La canción fue escrita por Espósito junto a los productores musicales Pablo Akselrad, Luis Burgio y Gustavo Novello, y fue producida por 3musica y Warner/Chappell Music.

## Antecedentes y lanzamiento
La canción fue lanzada el 21 de marzo de 2014 como parte del álbum completo. El 11 de septiembre de 2015, se lanzó como sencillo oficial junto con su video musical.

## Actuaciones en directo
La primera presentación televisiva de la canción fue el 16 de agosto de 2014 en el especial televisivo benéfico Un Sol para los Chicos, junto con «A bailar» y «No estoy sola». «Histeria» también fue interpretada en los Kids' Choice Awards Argentina de 2015 el 26 de octubre de 2015, antes de la actuación de «Mil años luz». El 20 de diciembre de 2015, Espósito interpretó la canción junto con «A bailar», «Tengo esperanza» y «Cómo haremos» en la final de la décima edición de la temporada de Bailando por un Sueño Argentina. El 21 de febrero de 2016, Espósito interpretó la canción en el estreno de temporada de Laten Argentinos, junto con «A bailar» y «Mil años luz». «Histeria» también forma parte del repertorio de la gira mundial de Espósito, A Bailar Tour.

## Vídeo musical
El video se lanzó en el canal de Vevo de Espósito el 11 de septiembre de 2015. Anteriormente, Espósito había publicado avances del video musical en su canal de YouTube antes del lanzamiento del video musical. El video musical ostenta el récord como el video más visto en Argentina en 24 horas, con más de 306 000 vistas. Fue dirigido por Juan Ripari, quien también dirigió todos los videos musicales anteriores de Espósito.

## Premios y nominaciones
| Año  | Premio                     | Categoría                           | Resultado |
| ---- | -------------------------- | ----------------------------------- | --------- |
| 2015 | Premios Quiero             | Mejor vídeo de pop                  | Nominada  |
| 2015 | Latin Italian Music Awards | Mejor vídeo femenino latino del año | Nominada  |

## Posicionamiento en listas

### Semanales
| País (Lista 2016)        | Posición más alta |
| ------------------------ | ----------------- |
| Argentina (Media Forest) | 2                 |